# فرانك بينيت
فرانك بينيت (بالإنجليزية: Frank Bennett) هو لاعب كرة قاعدة أمريكي، ولد في 27 أكتوبر 1904، وتوفي في 18 مارس 1966.

## وصلات خارجية
- فرانك بينيت على موقعبيزبول رفرنس.كوم (الدوري الرئيسي) (الإنجليزية)
- فرانك بينيت على موقعبيزبول رفرنس.كوم (الدوري الثانوي) (الإنجليزية)